# La Corbera (Tavertet)
La Corbera és una masia de Tavertet (Osona) inclosa a l'Inventari del Patrimoni Arquitectònic de Catalunya.

## Descripció
Petita masia construïda a recer d'un gran penyal. És de planta rectangular, i està coberta a dues vessants amb el carener perpendicular a la façana situada a ponent. Presenta un annex (la pallissa) adossat a la façana principal en el sector nord, i actualment és utilitzada també com a habitatge. A la façana est presenta també un petit annex. Té poques obertures i aquestes no presenten cap eix de composició. A la façana principal hi ha un portal amb arc de descàrrega i llinda datada (1791). Els ràfecs són de llosa i teula.

## Història
Masia de finals del segle xviii.